# L'Illusionniste (pièce de théâtre)
Pour les articles homonymes, voir L'Illusionniste.
L'Illusionniste est une pièce de théâtre de Sacha Guitry représentée pour la première fois sur la scène du théâtre des Bouffes-Parisiens le 28 novembre 1917.

## Théâtre des Bouffes-Parisiens, 1917
Distribution :
- Paul Dufresne : Sacha Guitry
- Albert Cahen : Baron Fils
- Gosset et Gérôme : Fernal et Barral
- Jacqueline Beauchamps : Madeleine Carlier
- Honorine Lefourvarrecq : Jeanne Fusier
- Gabrielle Virtaud : Yvonne Printemps

## Théâtre des Bouffes-Parisiens, 1989
Première représentation le 8 septembre 1989
- Mise en scène : Jean-Luc Moreau
- Décors et costumes : André Levasseur

Distribution :
- Paul Dufresne (Teddy Brooks) : Jean-Claude Brialy
- Albert Cahen : Alain Feydeau
- Gosset : Jacques Ramade
- Gérôme : Jean-Pierre Rambal
- Jacqueline Beauchamps : Corinne Le Poulain
- Honorine Lefourvarecq : Annie Savarin
- Gabrielle Virtaud (Miss Hopkins) : Virginie Benoît
- L'Illusionniste du prologue : Carmelo